# Bolitoglossa biseriata
Bolitoglossa biseriata is een salamander uit de familie van de longloze salamanders (Plethodontidae). De soort komt voor in Midden-Amerika en het noordwesten van Zuid-Amerika. Bolitoglossa biseriata werd voor het eerst wetenschappelijk beschreven door Wilmer Webster Tanner in 1962.

## Verspreiding en habitat
Bolitoglossa biseriata komt voor in delen van Midden- en Zuid-Amerika en leeft in de landen Panama, Colombia en het noordwesten van Ecuador. Bolitoglossa biseriata leeft in regenwouden tot 500 meter hoogte. In Panama leeft de soort in de Caribische laaglanden, van nabij de grens met Costa Rica tot in Darién. In Colombia komt Bolitoglossa biseriata voor vanaf Darién langs de Pacifische kust tot het zuidwesten van het departement Cauca. Een geïsoleerde subpopulatie komt voor nabij San Luis in de Magdalena-vallei. Bolitoglossa biseriata leeft ook op Isla Colón en Isla Gorgona. Het voorkomen van Bolitoglossa biseriata is Ecuador werd in 2004 voor het eerst beschreven op basis van een waarneming in het Canandé-reservaat in de provincie Esmeraldas. Later werden ook exemplaren beschreven uit het Andesgebergte in de provincie Pichincha.

## Uiterlijke kenmerken
De kopromplengte van Bolitoglossa biseriata is ongeveer 31 millimeter. Bolitoglossa biseriata houdt zich op op bladeren van planten op 14 tot 303 cm boven de bosbodem. Deze salamander is nachtactief. Bolitoglossa biseriata is het actiefst gedurende het regenseizoen.